# Drie schetsen voor piano
Drie schetsen voor piano is een compositie van Frank Bridge. Bridge componeerde ze in 1906. Ze werden voor het eerst gespeeld op 4 november 1910 door Ellen Edwards in de Bechstein Hall. Pas veel later werd de compositie officieel uitgegeven (1915). Het eerste deel April werd voltooid op 12 mei 1906.
Bridge orkestreerde in 1936 Rosemary voor strijkorkest met eventueel daarbij (ad lib) pauken en/of harp. Een andere versie van Rosemary verscheen voor klein orkest als onderdeel van Two entr’actes samen met Canzonetta uit H.169, uitgegeven in 1939.
Delen :
- April (allegro moderato
- Rosemary (andante espressivo e molto rubato)
- Valse capriceuse (allegro moderato grazioso).

## Discografie 2012
- Uitgave Dutton Vocalion: London Bridge Ensemble, een opname uit 2009
- Uitgave Naxos: Ashley Wass, een opname uit 2005
- Uitgave WMP: Christopher Landown
- Uitgave Somm: Mark Bebbington